# Spanish Securities Company Limited
La Spanish Securities Company Limited fou una companyia constituïda a Toronto, (Canadà) el 5 d'agost de 1911 que formava part del grup de la Barcelona Traction, Light and Power, el qual construí i explotà centrals hidroelèctriques i línies ferroviàries a Catalunya. Fou fundada per l'enginyer nord-americà Frederick Stark Pearson, el qual tenia el 98% de les accions. El 1923, arran de la presa de control de la Barcelona Traction per part del hòlding belga Sidro, Spanish Securities perdé el seu objectiu i fou dissolta.
L'empresa tenia dues funcions principals: 
- Feia d'intermediària entre la Barcelona Traction i les seves fonts de finançament del mercat internacional, canadenc, nord-americà i europeu. Subscrivia les accions i obligacions de la companyia per distribuir-les cap els sindicats financers promotors.
- La compra o obtenció de les primeres concessions hidroelèctriques i ferroviàries, així com adquirir les empreses de producció d'energia elèctrica o ferroviàries per integrar-les al grup de la Barcelona Traction, repartint-les segons la seva naturalesa a Riegos y Fuerzas del Ebro o bé a Ferrocarrils de Catalunya.[2]

De fet, Spanish Securities actuava sota les instruccions de la direcció de la Barcelona Traction, i la seva utilitat principal era la d'ocultar a l'administració el paper preponderant de la Barcelona Traction en algunes operacions en les que aquesta intervenia. Es tractava d'una societat sense estructura de cap classe i no va celebrar cap junta general d'accionistes excepte la darrera, en el 1923, per acordar la seva dissolució.

## Els fundadors
Les persones que figuraven a l'escriptura de constitució com a socis fundadors no eren els inversors reals, sinó que més aviat sembla que el seu paper és reduïa al fer de testaferros en un nombre suficient per complir amb la llei canadenca.
- J.S. Lowell, comptable. Administrador provisional i president de la societat
- R. Gowans, passant d'advocat. Administrador provisional i secretari de la societat.
- E.A. Schmidt, passant d'advocat.
- S.M. Mehr, estudiant de dret. Administrador provisional.
- R.C.H.Cassels, advocat.

La majoria d'aquestes persones també figurarien com a socis fundadors de les societats Barcelona Traction, Light and Power i de Riegos y Fuerza del Ebro. L'ús de testaferros en la fase inicial de la companyia es feia per evitar el descrèdit públic per als promotors reals si la nova societat no assolia els capitals necessaris. Només quan el finançament estava assegurat es substituïren els testaferros per incorporar al consell d'administració als veritables promotors.

## El capital inicial
Malgrat uns objectius ambiciosos que presagiaven la necessitat de grans quantitats de diners, el capital escripturat era només de 40.000 dòlars canadencs (aproximadament uns 598.000 € a maig de 2020), repartits en 400 accions de 100 dòlars cadascuna. Si bé en els informes anuals de la societat es mencionava que les accions estaven totalment repartides i alliberades, en realitat no es produí cap desemborsament de diners. En tots els anys de vida de l'empresa no es va anomenar cap tresorer, i només se celebraren dues juntes generals, la fundacional i la que acordà la seva dissolució el febrer de 1923.
El caràcter instrumental de la firma queda ben palès comparant el capital de 40.000 dòlars amb el volum de les transaccions que duia a terme; a data de novembre de 1911 havia adquirit compromisos per un import superior als 10 milions de lliures esterlines.

## Adquisicions
El 30 de novembre de 1911 va subscriure 250.000 accions de la Barcelona Traction. El 5 de novembre, Barcelona Traction reduïa el seu capital de 40 a 25 milions de dòlars, deixant a Spanish Securities com a únic accionista. Com a contrapartida, Spanish Securities traspassa a la Barcelona Traction les concessions d'aprofitament hidroelèctric que tenia, així com les peticions de concessions, planells, projectes i estudis.
Addicionalment, Spanish Securities va comprar els següents actius:

### Ferrocarrils i Tramvies
En aquest apartat s'incloiren tant companyies explotadores de linies de ferrocarril i tramvies com concessions de línies.

#### Ferrocarril de Sarrià a Barcelona
El mes de juny de 1911, Pearson va adquirir a través de la Guarantee Insurance and Investment Company, empresa relacionada amb la creació de la Barcelona Traction, la majoria de les accions de la societat del Ferrocarril de Sarrià a Barcelona. El seu propietari principal era la companyia belga Société Générale de tramways électriques en Espagne, que tenia 7.892 accions de l'empresa. Per que el venedor no s'ensumés que Pearson anava darrere la concessió i pugés el preu, Pearson va enviar a Brussel·les Albert Compte, un agent de canvi i borsa de Barcelona a negociar. A la primera reunió el venedor no va accedir a la transacció perquè ja tenia un principi d'acord amb la Sofina de Dannie Heineman, el qual volia l'empresa per integrar-la a Les Tramways de Barcelone, per un import de sis milions de francs belgues. Però en una segona reunió els venedors van accedir a canvi de 8 milions de francs belgues. (aproximadament uns 8 milions de pessetes de l'època) Un cop constituïda Spanish Securities, la transacció es va canalitzar per aquesta empresa.

#### Les Tramways de Barcelone
La relació entre la Barcelona Traction i Les Tramways de Barcelone va començar l'any 1911. Pearson, dintre del seu pla d'expansió de la Barcelona Traction, va anar a Brussel·les a veure Dannie Heineman, l'administrador delegat del hòlding belga Sofina, que controlava l'empresa de tramvies. Van arribar a un acord en el qual la Barcelona Traction es constituïa com la subministradora d'electricitat de l'empresa tramviària. L'1 de gener de 1913 es feu un pas més, i la Barcelona Traction va arrendar tota l'empresa. El 13 de febrer de 1913 Spanish Securities va adquirir un paquet de control en l'accionariat de Les Tramways de Barcelone al hòlding belga Sofina. Concretament va comprar 60.000 accions ordinàries i 5.000 dècimes parts del fundador, les quals representaven un 40% i un 45% del total de cada tipus de títol.
El preu acordat fou 28.950.000 francs belgues més una prima de 17.300 accions ordinàries de la Barcelona Traction. Part del pagament en efectiu -14.000.000 de francs belgues- s’ajornà fins l'u de maig de 1915. Com a garantia de l'import pendent, Spanish Securities va deixar a Sofina les accions ordinàries i les parts del fundador tot just adquirides. La part pendent no es va liquidar fins passada la Primera Guerra Mundial.
Spanish Securities va vendre els títols a la Barcelona Traction pel mateix import i terminis, encara que Barcelona Traction li va traspassar a Spanish Securities 24.500 accions seves, 7.200 més que les acordades.
El 20 de febrer de 1913 es signà un contracte entre Barcelona Traction i Sofina, segons el qual la companyia de Barcelona es feia càrrec de l'explotació del servei de tramvies, i Sofina continuava proporcionant assistència tècnica i inspecció comptable, a canvi d'un 2% de les compres que fes Les Tramways de Barcelone. Barcelona Traction també garantia un dividend fix anual entre el 11% i el 15% pels accionistes de Les Tramways de Barcelone que no havien venut. La resta del benefici anual passaria a la Barcelona Traction.
Amb aquesta operació operació Sofina va entrar a l'accionariat de la Barcelona Traction, encara que amb una participació molt minoritària. Anys després acabaria controlant l'empresa.

#### La concessió ferroviària entre Sarrià i Les Planes
La concessió que Carles Montañès tenia des del 27 de setembre de 1910 per construir una connexió ferroviària entre Sarrià a Les Planes a través d'un túnel per Collserola. El preu foren accions de Spanish Securities valorades en 25.000 dòlars canadencs. Era una concessió valuosa perquè era un tram necessari per la línia de tren entre Barcelona i Sabadell i Terrassa, un dels objectius de la Barcelona Traction. Aquest fou un acord personal entre Pearson i Carles Montañès.

### Elèctriques

#### Companyia Barcelonina d'Electricitat
Frederick Stark Pearson va negociar directament amb Emil Rathenau, propietari de l'AEG, perquè aquest li vengués la seva filial Companyia Barcelonina d'Electricitat, formalitzant-se el 12 de gener de 1912 l'acord de la venda a través de Spanish Securities. Amb aquesta operació s'assolia el doble el doble objectiu d'assegurar una bona xarxa de distribució a Barcelona i la de disposar d'una central tèrmica que assegurés el subministrament d'electricitat si la futura oferta hidroelèctrica no donava l'abast.
Spanish Securities va lliurar 18.000 accions de la Barcelona Traction, i la resta del preu es pagava en efectiu, finançat amb un crèdit proporcionat pel Deustche Bank, amb les accions de la Companyia Barcelonina d'Electricitat com a garantia. A canvi va rebre 18.001 accions de la Companyia Barcelonina d'Electricitat, valorades al 140% del seu valor nominal. El cost total de l'adquisició fou de 1.156.596 lliures esterlines.
L'import de la compra de la Companyia Barcelonina d'Electricitat no estava previst en l'import de la primera emissió d'obligacions de 4 milions de lliures de la Barcelona Traction.

#### Concessions hidroelèctriques
- Les concessions d'aprofitament hidroelèctric en el Noguera Pallaresa que abastaven el tram de riu comprès entre la Pobla de Segur al nord, i Camarasa al sud[17] de les que era titular Domènec Sert. La compra es feu mitjançant un contracte privat i a canvi Domènec Sert va rebre 50.000 dòlars en accions de la companyia Barcelona Traction i 10.000 lliures esterlines en obligacions de la mateixa societat.[18] Amb el Noguera Pallaresa com a eix es construiria una cadena de quatre centrals hidroelèctriques principals: Talarn, Reculada, Terradets i Camarasa.
- Les concessions d'aprofitament hidroelèctric que posseïa Ignasi Romañà i Suari al riu de la Vansa i al curs mig del Segre, cedides a la Barcelona Traction el 30 de novembre de 1911. Es van pagar 30.000 pessetes per cadascuna (1.103,15 lliures per concessió).
- L'any 1912 l'empresa Saltos del Segre, S.A., titular de la concessió d'un aprofitament hidroelèctric a la conca baixa del riu Segre de fins a 20.000 litres per segon. Spanish Securities adquirí 590 de les 600 accions ordinàries i totes les accions privilegiades, totes les quals va transmetre a Riegos y Fuerzas del Ebro, i que aquesta transmetria posteriorment a Unió Elèctrica de Catalunya.[4] La concessió adquirida possibilitaria la construcció del canal de Seròs.[19]

#### Ampliació de capital d'Energia Elèctrica de Catalunya
La totalitat de l'ampliació de capital que va dur a terme en el mes de febrer de 1913 Energia Elèctrica de Catalunya, i que representava el 49% del seu capital social. La compra es concretà en 19.600 accions i 4.900 parts del fundador  valorades en 436.705 lliures esterlines, així com una opció de compra per a la resta del capital. Els títols foren cedits a la Barcelona Traction. Aquesta operació, feta amb la plena cooperació dels accionistes d'Energia Elèctrica de Catalunya, significava la fi de la competència entre les dues empreses i el repartiment del mercat elèctric català entre les dues societats. L'adquisició complerta d'Energia Elèctrica de Catalunya per part de Barcelona Traction acabaria succeint el 1923, articulada a través de la Unió Elèctrica de Catalunya.

## Noves societats

### Ferrocarrils de Catalunya
L'1 d'abril de 1912 es constituí la societat Ferrocarrils de Catalunya. El socis eren el Ferrocarril de Sarrià a Barcelona (la qual havia estat comprada per Spanish Secutities el 1911) i la pròpia Spanish Securities.
- Spanish Securities va aportar el projecte de construcció de la nova línia ferroviària des de Les Planes de Vallvidrera a Sabadell i Terrassa. Així mateix el 12 de febrer de 1913 es va traspassar la concessió de Carles Montañès entre Sarrià i Les Planes de Vallvidrera.[20] A canvi Spanish Securities va rebre 16.000 accions alliberades valorades en 8 milions de pessetes.
- Pel seu cantó, Ferrocarril de Sarrià a Barcelona li va traspassar el seu actius. A canvi de va rebre 8.000 accions alliberades de Ferrocarrils de Catalunya per valor de 4 milions de pessetes, així com 4 milions de pessetes en obligacions de la mateixa empresa.

## Les relacions amb la Barcelona Traction
A mesura que Spanish Securities assolia els actius, els anava traspassant a Barcelona Traction mitjançant una sèrie d'acords entre les dues societats. Els actius més rellevants que va rebre la Barcelona Traction van ser les concessions d'aprofitament hidroelèctric, les accions de Ferrocarrils de Catalunya, de la Companyia Barcelonina d'Electricitat i de Les Tramways de Barcelone. A canvi, Barcelona Traction li cedí les accions del capital inicial i algunes ampliacions de capital, i assumint el compromís de pagar més d'un milió de lliures per les accions de la Companyia Barcelonina d'Electricitat.
Barcelona Traction, per finançar tant la despesa pròpia de la construcció de les centrals hidroelèctriques i la xarxa de distribució que duia a terme la seva filial Riegos y Fuerza del Ebro com els compromisos de pagament per l'adquisició de la Companyia Barcelonina d'Electricitat només tenia dues vies; els ingressos procedents de la subscripció de les obligacions i els que els clients de Riegos y Fuerza del Ebro efectuessin per l'electricitat servida.

### Acord de novembre de 1911
El 30 de novembre de 1911 es va signar un acord, en el qual essencialment es detallava les aportacions que feia Spanish Securities a la Barcelona Traction a canvi de la totalitat del seu capital.

#### Els termes de l'acord
Spanish Securities traspassava a la Barcelona Traction:
- Les concessions hidroelèctriques de Domènec Sert al Noguera Pallaresa.
- Les concessions hidroelèctriques d'Ignasi Romañà i Suari al riu de la Vansa i al Segre.
- Les accions de Ferrocarrils de Catalunya, amb un valor nominal de 12 milions de pessetes, així com les obligacions emeses per la mateixa societat amb un valor nominal de 8 milions de pessetes. Cal remarcar que tant les accions com les obligacions de Ferrocarrils de Catalunya encara no existien, doncs l'empresa no es constituiria fins l'1 d'abril de 1912.
- Els estudis tècnics i projectes que estiguessin en poder de Spanish Securities.

Addicionalment Spanish Securities es comprometia a proporcionar de franc els serveis de Pearson per un període de tres anys, per que aquest assumís la direcció de la Barcelona Traction.
El consell d'administració de la Barcelona Traction havia autoritzat l'emissió d'obligacions First Mortagage amb un interès de 5% per import de fins a 5 milions de lliures esterlines. A novembre de 1911 en va emetre només per valor de 4 milions. L'import de 5 milions es descomponia de la següent forma:
- Spanish Securities rebia per a si mateixa obligacions First Mortgage de la Barcelona Traction valorades en 750.000 lliures esterlines, especificant que havien de tenir garantia hipotecària.[4]
- Spanish Securities adquiria obligacions per import 3.250.000, les quals distribuiria al mercat amb una comissió del 15,5%.
- Un milió de lliures en obligacions quedada pendent d'emetre per part de la Barcelona Traction. Aquest obligacions s'emetrien l'any 1913. Spanish Securities seria qui les comercialitzaria amb les condicions de l'acord de novembre de 1911.

Addicionalment, Barcelona Traction havia de remetre a Spanish Securities la totalitat de les accions emeses per la societat fins aquell moment, 250.000 accions ordinàries completament alliberades, valorades a 100 dòlars cadascuna, que representaven 25 milions de dòlars, equivalents a 5 milions 135 mil lliures del moment. Amb aquesta operació, Spanish Securities es constituïa en l'accionista únic de la Barcelona Traction sense haver fet cap aportació real.
En nom de Spanish Securities, van signar J. S. Lovell i R. Gowans

#### La valoració de les aportacions
Un dels arguments que es van adduir per atribuir greus irregularitats a les finances de la Barcelona Traction va ser la valoració de les aportacions que va fer Spanish Securities a l'empresa. Les partides amb les majors diferències eres les següents:
- La concessió d'aprofitament hidroelèctric de Domènec Sert, valorada a preu d'adquisició, era d'unes 24.274 lliures esterlines (unes 660.000 pessetes de l'època). El govern belga, durant el litigi que va mantenir amb l'espanyol, valorava aquesta aportació en 1 milió de lliures, en analogia al valor de la concessió en el balanç d'altres companyies hidroelèctriques espanyoles. En qualsevol cas es pot afirmar que Domènec Sert hagués pogut vendre bastant més car.
- El valor nominal de les accions de Ferrocarrils de Catalunya més el nominal de les seves obligacions feien un total de 20 milions de pessetes. El que es transmetia era l'actiu rebut de Ferrocarril de Sarrià a Barcelona (valorat a preu d'adquisició en 8 milions i mig de pessetes i comprat competint amb Les Tramways de Barcelone) més la concessió del tram ferroviari entre Sarrià i Les Planes de Vallvidrera de Carles Montañès (valorat en 25.000 dòlars, unes 130.000 pessetes de 1911) actius que el govern espanyol posteriorment valorava en 2.685.000 pessetes.

### Acord de febrer de 1912
El 7 de febrer de 1912 Spanish Securities venia les accions que posseïa de la Companyia Barcelonina d'Electricitat a la Barcelona Traction. Les primeres 18.001 a un preu unitari de 736 marcs, i les restants 17.754 que tenia al seu poder, a 576 marcs. Segons l'acord de compravenda entre Deutsche Bank i Spanish Securities, la primera societat va vendre un paquet de control de 18.001 accions a un preu unitari de 576 marcs per acció, comprometent-se la segona part a comprar totes les accions que Deutsche Bank aconseguís pel seu compte al mateix preu. El cost de l'operació per Spanish Securities va ser de 20.594.880 marcs, però va vendre les accions a la Barcelona Traction per 23.475.040, un guany de 2.880.160 marcs.

### Acord de febrer de 1913
El 18 de febrer de 1913 es va signar un altre contracte entre Spanish Securities i la Barcelona Traction, en la qual aquesta cedia a la primera 24.500 accions ordinàries totalment alliberades, amb un valor nominal de 2.450.000 dòlars (unes 503.425 lliures esterlines). A canvi, Spanish Securities li traspassava els següents actius.
- 60.000 accions i 5.000 parts del fundador de l'empresa Les Tramways de Barcelone.
- Els drets d'adquisició d'accions d'Energia Elèctrica de Catalunya, pertanyents al seu soci majoritari, la Compagnie Générale d'Électricité.
- Els drets adquirits per Spanish Securities per promoure una societat per a l'explotació electro-química mitjançant electòlisi.

### Adquisició d'obligacions de 1913
El 1913 Barcelona Traction va emetre obligacions per valor de 3.160.000 lliures esterlines, que va vendre a Spanish Securities perquè les comercialitzés al mercat. La contrapartida que Barcelona Traction va rebre fou de 2.441.100 lliures, un 77,25% del nominal. Els costos de l'operació van seguir el següent esquema:
- Emissió d'un milió de lliures en obligacions, emparades en l'acord entre Barcelona Traction i Spanish Securities, comercialitzades a un cost del 15,5% segons l'acord entre les dues entitats de novembre de 1911.
- Emissió de 2 milions 160 mil lliures en obligacions, comercialitzades per Spanish Securities a un cost del 26,11%.

## Dissolució de la societat
La societat fou dissolta de forma voluntària el mes de febrer de 1923. Les accions que tenia de la Barcelona Traction van ser traspassades a la societat Guarantee Insurance and Investment Company, domiciliada a Londres. La dissolució de la societat fou un símptoma del canvi del centre de gravetat dels propietaris de la Barcelona Traction, passant del sindicar financer anglo-canadenc al hòlding belga Sofina, propietari de Sidro.